# Werner Gercke
Werner Hans Gerhard Gercke (* 29. Oktober 1885 in Cammin, Provinz Pommern; † 1954 in Greifswald) war ein deutscher Verwaltungsjurist und Bankmanager.

## Leben
Werner Gercke erlangte das Abitur am Marienstiftsgymnasium in Stettin. Anschließend studierte er an der Universität Jena und der Königlichen Universität zu Greifswald Rechtswissenschaft. 1906 wurde er im Corps Thuringia Jena und im Corps Borussia Greifswald recipiert. Als Inaktiver wechselte er an die Ludwig-Maximilians-Universität München. Nach den Examen wurde er Hilfsarbeiter bei der Provinzialverwaltung in Pommern. Im Ersten Weltkrieg erhielt er das Eiserne Kreuz II. und I. Klasse sowie das Verwundetenabzeichen. Nach Ende des Krieges wurde er pommerscher Landesrat. Er war Mitgründer der Pommerschen Stadtschaft. Seit deren Betriebsbeginn im Jahr 1921 war er Direktor der Stadtschaft.
Er war Mitglied der Direktion der Preußischen Zentral-Stadtschaft, Dezernent der Haftpflichtversicherungsanstalt der Pommerschen Landwirtschaftlichen Berufsgenossenschaft sowie Ausschussmitglied des Verbandes der deutschen öffentlichen Haftpflichtversicherungsanstalten in Pommern. Er lebte bis zu seinem Tod in Greifswald.

## Schriften
- Keine Angst vor Steuern, 1950